# 繁城镇 (临颍县)
繁城镇，是中华人民共和国河南省漯河市临颍县下辖的一个乡镇级行政单位。

## 行政区划
繁城镇下辖以下地区：
营王村、大杨村、米湾村、杜庄村、孙朱村、锅永口村、夏庄村、尼庄村、湾宋村、徐庄村、司马村、扁担杨村、双路姚村、靳庄村、辛庄村、吴刘村、马井村、大杜村、大韦村、前杨村、贾刘村、付杨村、面坊村、木掀杨村、韦寺村、关庙村、罗庄村、南街村、献街村、清街村、西街村和东街村。
著名革命军人吴克刚的家乡,河南省临颍县繁城回族镇吴刘村。